# Chalturino (Kaliningrad)
Chalturino (russisch Халтурино, deutsch Albrecht-Naujehnen, 1938 bis 1945: Albrechtswalde, litauisch Naujiena) ist ein verlassener Ort im Rajon Krasnosnamensk der russischen Oblast Kaliningrad.
Die Ortsstelle befindet sich vier Kilometer östlich von Pobedino (Schillehnen/Schillfelde).

## Geschichte

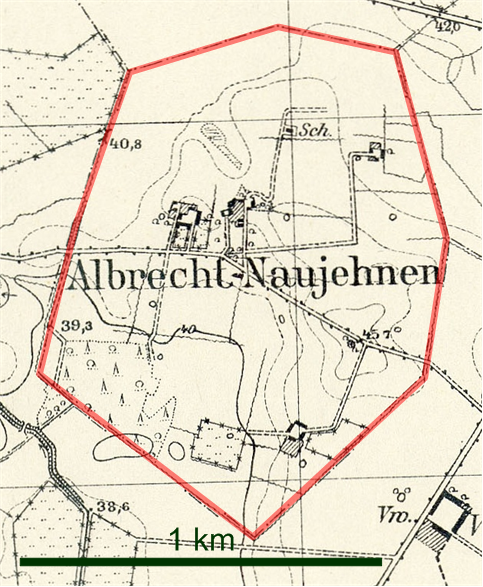
Die Gemeinde Albrecht-Naujehnen auf einem Messtischblatt von 1936

Der Ort wurde kurz vor 1722 gegründet. Um 1780 war Albrecht-Naujehn ein kölmisches Gut. 1874 wurde die Landgemeinde Albrecht-Naujehnen in den neu gebildeten Amtsbezirk Wisborienen im Kreis Pillkallen eingegliedert. 1938 wurde Albrecht-Naujehnen in Albrechtswalde umbenannt.
1945 kam der Ort in Folge des Zweiten Weltkrieges mit dem nördlichen Ostpreußen zur Sowjetunion. 1947 erhielt er den russischen Namen Chalturino und wurde gleichzeitig dem neu gebildeten Dorfsowjet Pobedinski selski Sowet im Rajon Krasnosnamensk zugeordnet. Chalturino wurde vor 1988 aus dem Ortsregister gestrichen.

### Einwohnerentwicklung
| Jahr | Einwohner |
| ---- | --------- |
| 1867 | 45        |
| 1871 | 35        |
| 1885 | 43        |
| 1905 | 36        |
| 1910 | 37        |
| 1933 | 34        |
| 1939 | 38        |

## Kirche
Albrecht-Naujehnen/Albrechtswalde gehörte zum evangelischen Kirchspiel Schillehnen.